# Richard Grisé
Pour l’article homonyme, voir Grisé.
Richard Grisé (né le 15 janvier 1944) est un courtier d'assurance, homme d'affaires et homme politique fédéral du Québec.

## Biographie
Né à Saint-Bruno dans la région de la Montérégie, il devint député du Parti progressiste-conservateur du Canada dans la circonscription fédérale de Chambly en remportant l'élection de 1984 contre le libéral Raymond Dupont. Il fut réélu en 1988 contre l'ancien député libéral de Chambly et de Verchères, Bernard Loiselle.

## Démission et première condamnation
Il a dû renoncer à ses fonctions de député après avoir été condamné à une peine de prison pour corruption en 1989. Un mois avant sa démission, il avait été banni du caucus progressiste-conservateur. Sa démission amènera une élection partielle dont l'issue permit au Nouveau Parti démocratique d'élire son premier député au Québec en la personne de Phil Edmonston.

## Deuxième procès et condamnation
Alors que la loi interdit aux députés de la Chambre des communes d'engager les membres de leurs familles immédiates, il est permis d'engager la famille d'un autre député. En juin 1990 les députés Richard Grisé et Gilles Bernier sont accusés d'avoir entre 1986 et 1988 engagé des membres de la famille de l'un l'autre afin de contourner cette règle. 
Le député Gilles Bernier avait alors engagé le fils de son collègue, Bruno Grisé, à titre de recherchiste. De son côté, le député Grisé avait embauché les deux fils du député Bernier, soit Gilles junior et Maxime. L'accusation indiquait que les trois enfants des députés en question n'avaient pas réellement travaillé que les contrats d'embauche avaient été frauduleux. Alors que Bernier fut éventuellement acquitté en 1994, Grisé plaida coupable à deux accusations d'abus de confiance portées contre lui et fut condamné à payer une amende de 5 000 $.